# ضريح توشوغو في نيكو

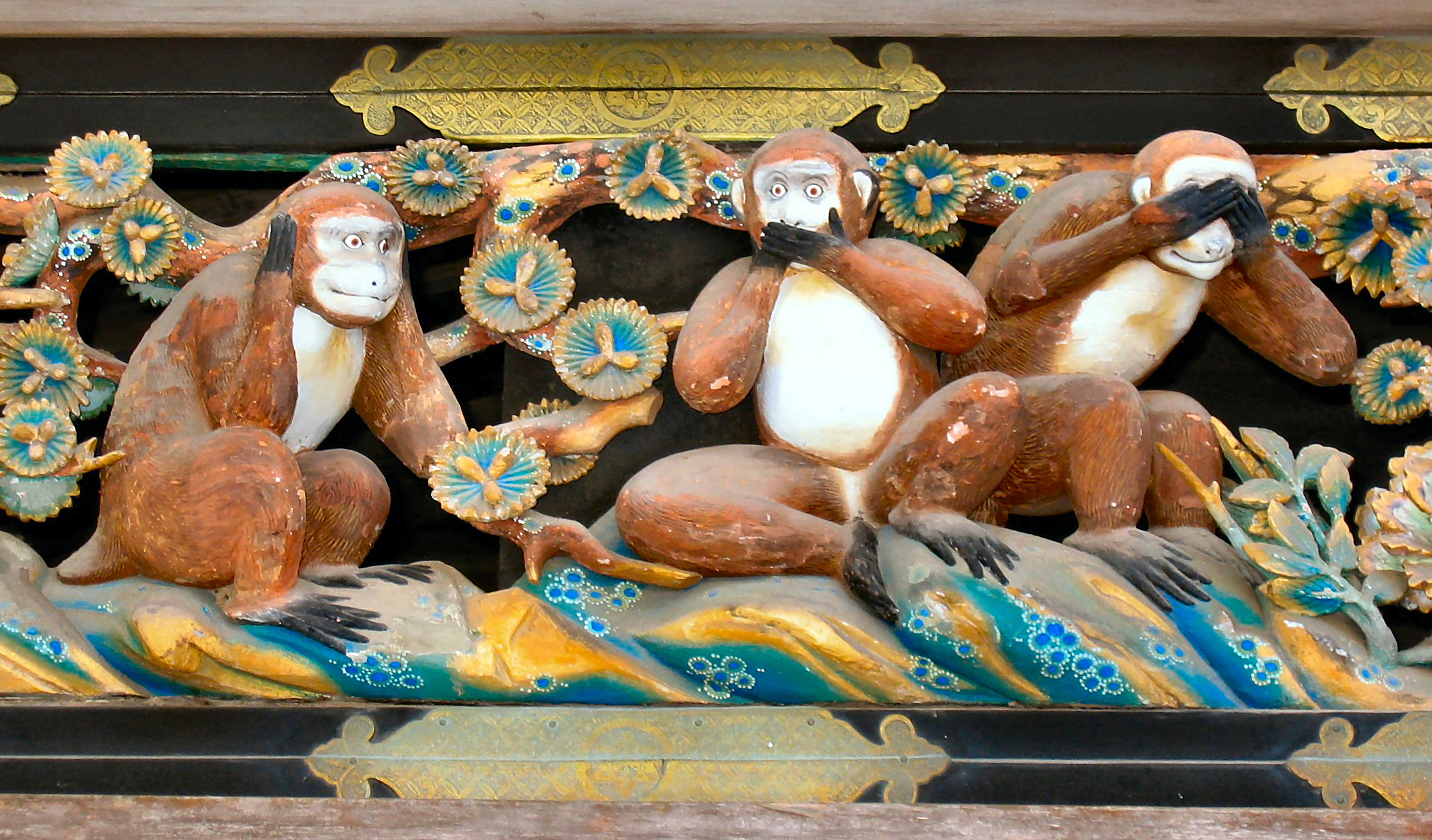
القردة الحكيمة الثلاثة التي لا تسمع ولا ترى ولا تتكلم: وتعتبر أشهر المنحوتات الخشبية المتواجدة في الضريح.

ضريح توشوغو في نيكو (باليابانية: 日光東照宮 = Nikkō Tōshōgū) من الأضرحة الشنتوية المشهورة في اليابان، شيد تخليدا للقائد «توكوغاوا إيئه-ياسو»، مؤسس سلالة التوكوغاوا، والتي حكمت بلاد اليابان طيلة 250 سنة كاملة. خصص الضريح لأرواح كل من «إيئه-ياسو» وكذا اثنين من كبار القادة التاريخيين في اليابان: «تويوتومي هيده-يوشي» و«ميناموتو نو يوريتومو».
يقع الضريح بالقرب من نيكو، إحدى المدن الواقعة وسط شمالي جزيرة هونشو، وكانت المنطقة في لسابق معقلا لعشيرة التوكوغاوا.
يضمن الضريح حول عشرة مباني رئيسية، وأهم ما يميزه عن باقي الضريحات هو كثرة الزخارف والنقوش، ويمكن تقسيمها حسب وظيفتها الشنتوية أو البوذية. يتواجد الضريح داخل إحدى أجمل الغابات في المنطقة. كان الموقع في أول أمره عبارة عن نصب تذكاري بسيط، تمت توسعته أثناء عهد حكم أحد الشوغونات من أحفاد «إيئه-ياسو» في النصف الأول من القرن السابع عشر (الـ17 م)، وألحقت به العديد من المباني الجديدة.
تم استعمال العديد من القطع الخشبية المنقوشة كما استخدمت رقائق مذهب لزخرفة مبانيه، لم تعهد هذه الطريقة من قبل في اليابان، لذا يعتبر الضريح فريد من نوعه.
قامت منظمة اليونسكو بإدراج هذا المعلم في قائمة التراث الثقافي العالمي.

## معرض

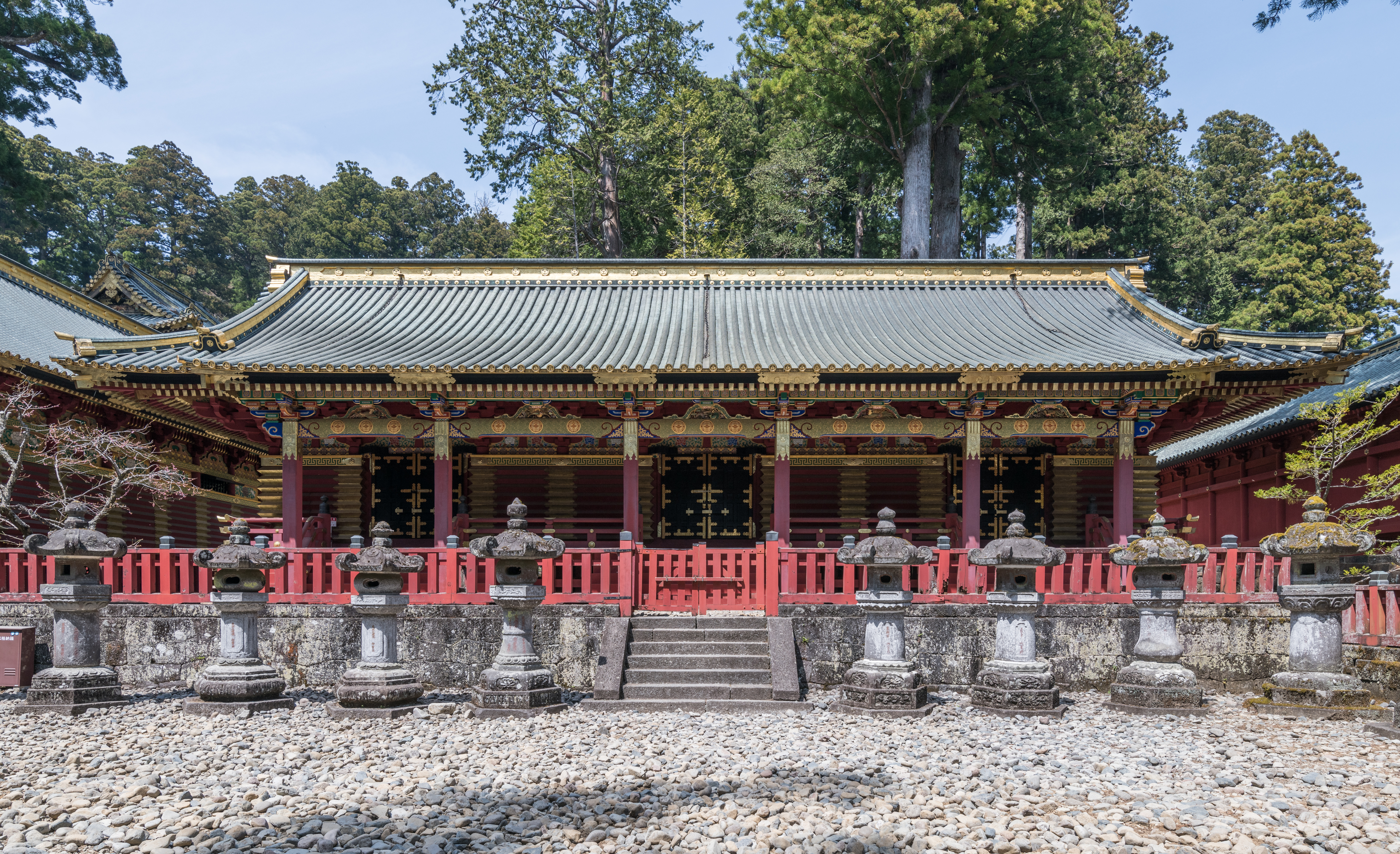
ضريح توشو غو في نيكو
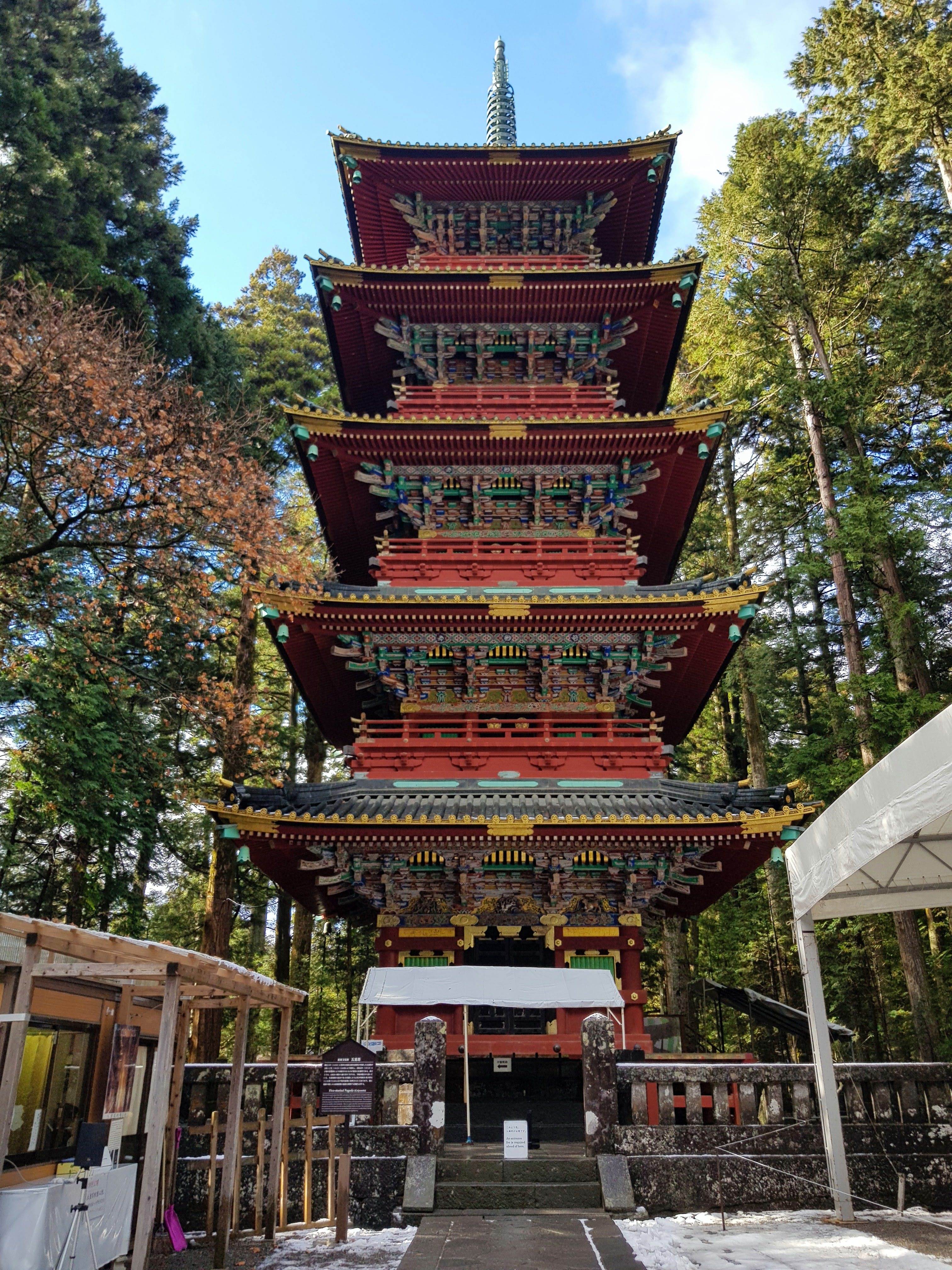
معبد متعدد الأدوار
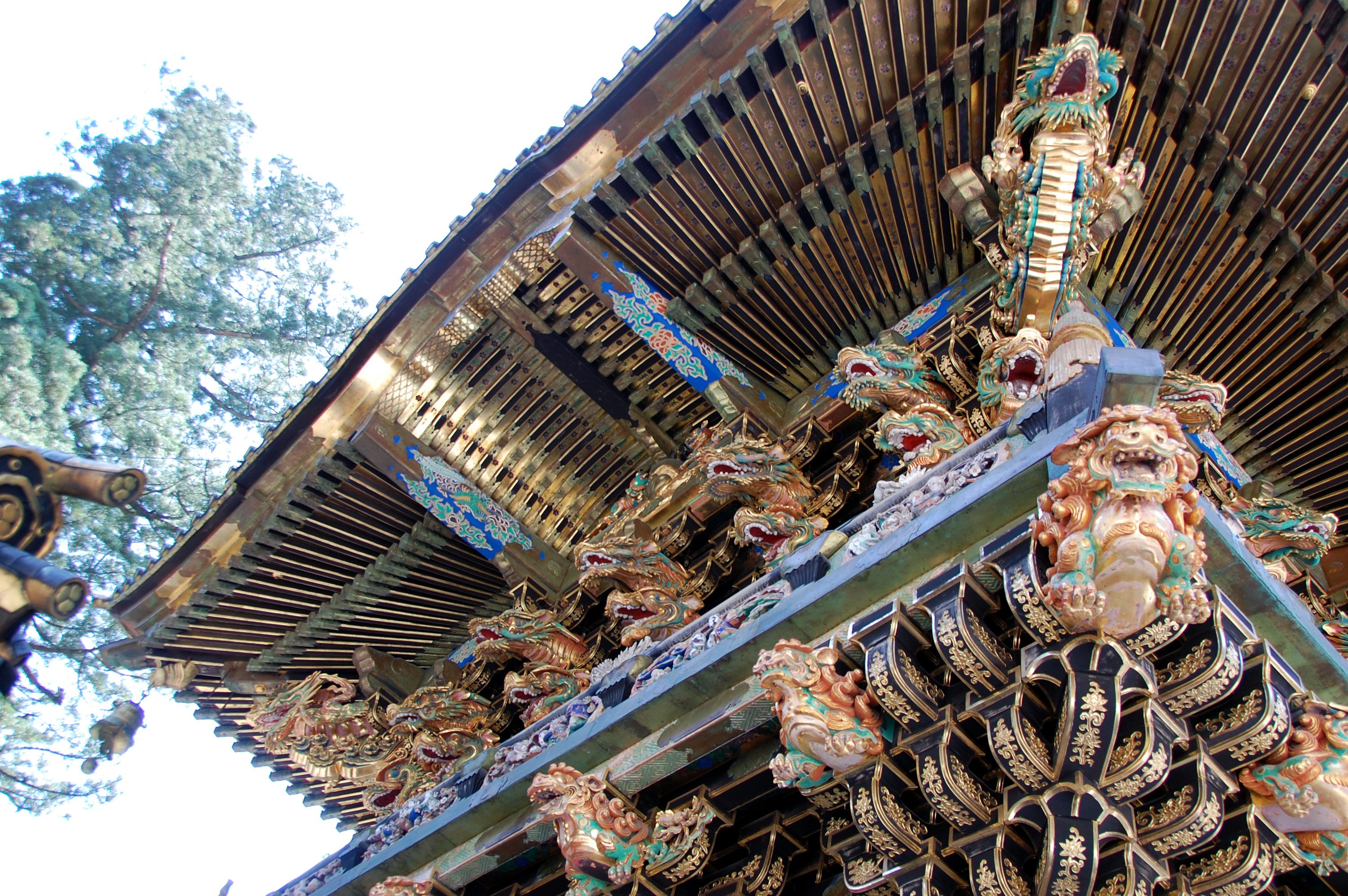
جزء من المبنى
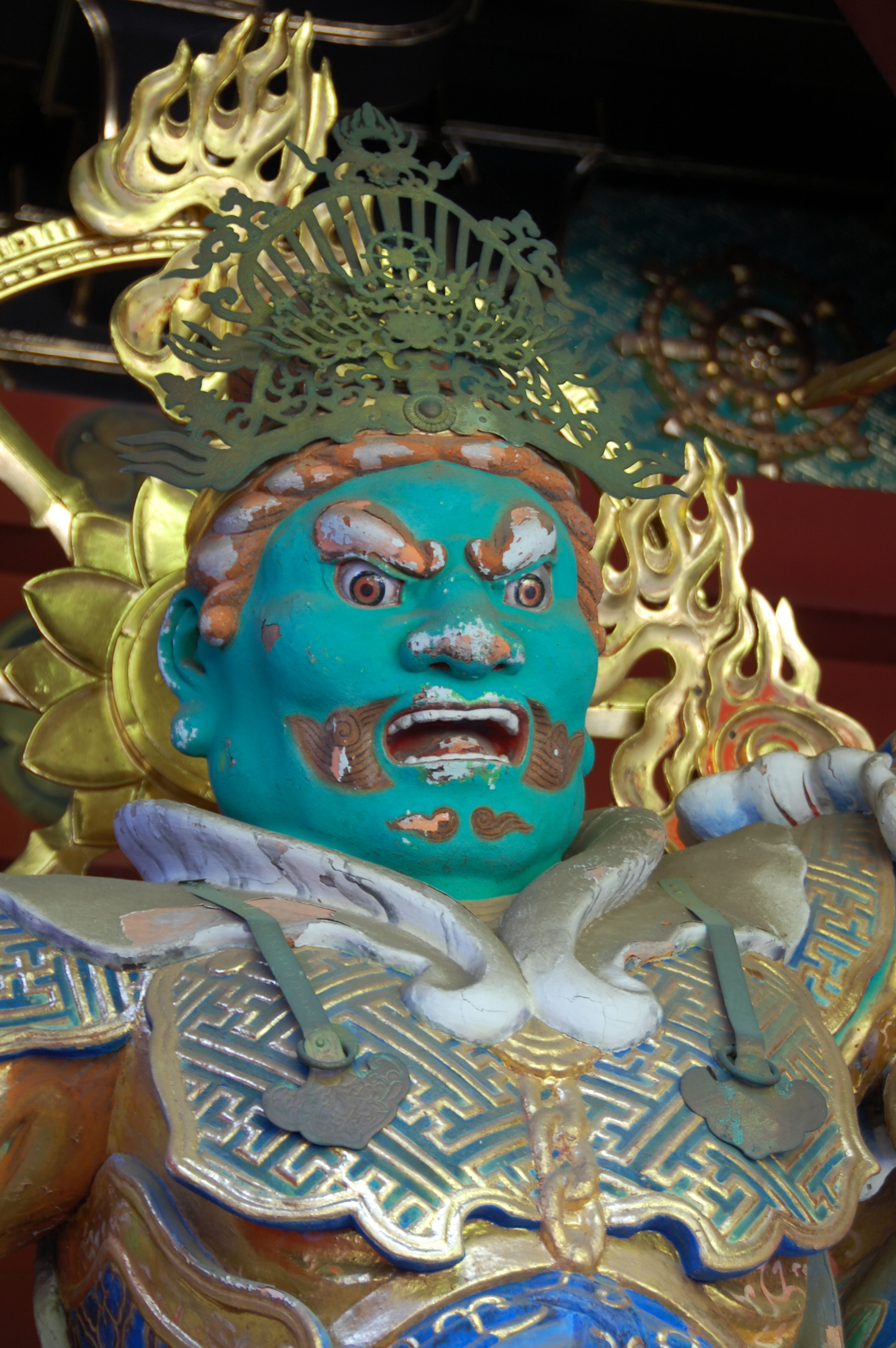
مجسم من المبنى

## أعلام
- توكوغاوا إيه-ياسو

## وصلات خارجية
- التراث الثقافي العالمي